# 카탈루냐 그랑프리

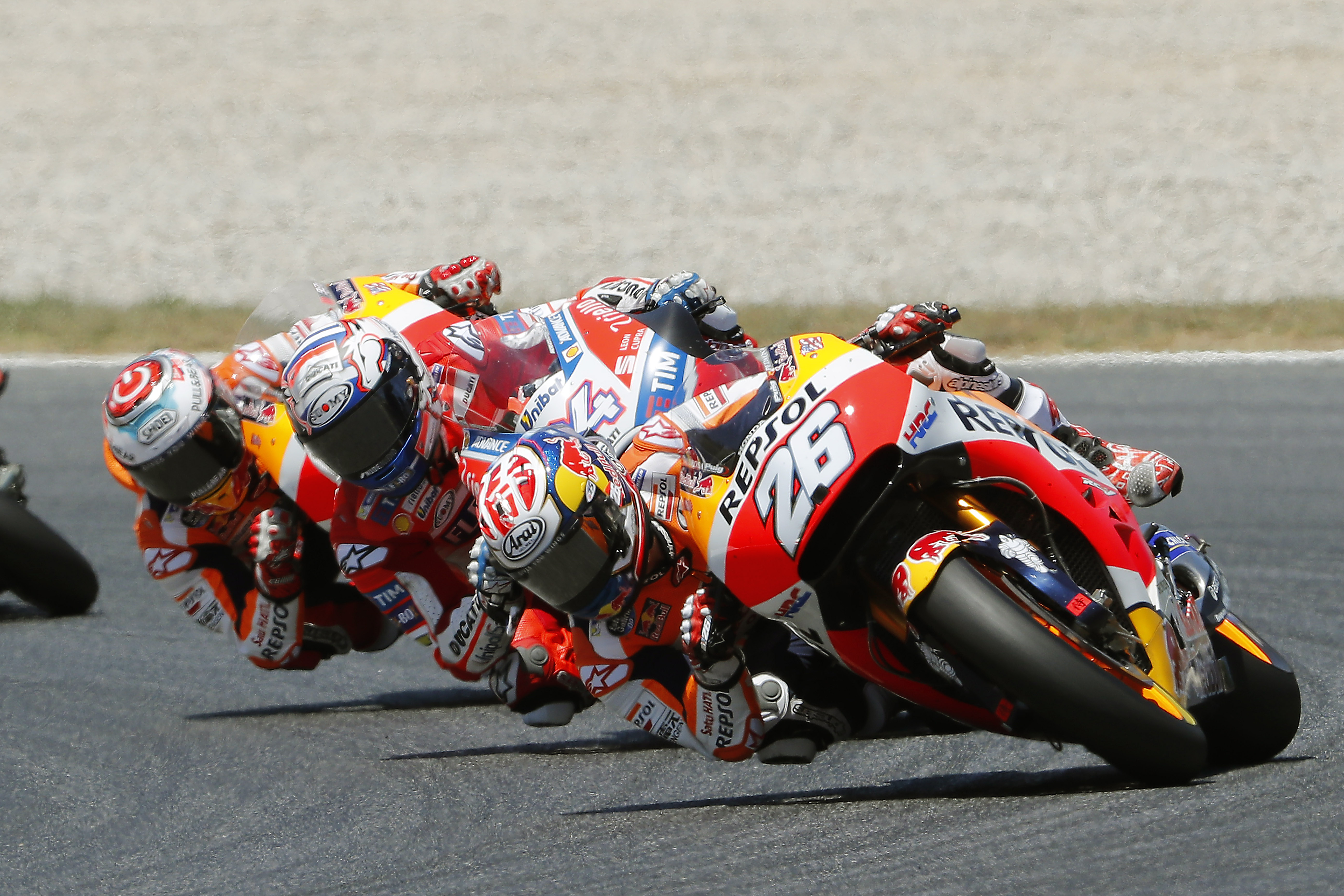

카탈루냐 그랑프리(카탈루냐어: Gran Premi de Catalunya de motociclisme, 스페인어: Gran Premio de Cataluña de Motociclismo)는 국제 모터사이클 연맹 모토 GP (MotoGP)의 대회로 스페인 카탈루냐 지방의 카탈루냐 서킷에서 개최되는 모터사이클 경주이다. 1996년부터 개최되고 있다.
스페인 국내에서 개최되는 행사로는 스페인 그랑프리가 있었기 때문에, 1 개국 1 그랑프리의 원칙에 따라 개최지의 이름을 취하고 카탈루냐 그랑프리라는 이름을 사용하게 되었다. 덧붙여서 개최지 카탈루냐 서킷에서는 1991년부터 포뮬러 원의 스페인 그랑프리가 개최되고 있다.